# Ebuntu
Ebuntu je Linux distribucija bazirana na Ubuntuu, ali s Enlightenment grafičkim okruženjem. Trenutačno je samo dostupan kao live CD, ali se instalacija na disk još uvijek razvija.
Da bi održali veličinu ISO slike (eng. image), OpenOffice.org i Evolution, koji dolaze uz Ubuntu, izbačeni su iz izdanja. Abiword, Gnumeric i Sylpheed Claws zauzeli su njihovo mjesto.

## Također pogledajte
- Kubuntu - s KDEom
- Edubuntu - obrazovna verzija
- Xubuntu - s Xfceom
- Ubuntulite - verzija za slabije računare
- Fluxbuntu - s Fluxboxom
- nUbuntu

## Vanjske poveznice
- Ebuntu na Ubuntu Wikiju